# غلوكوز 1-فوسفات
غلوكوز 1-فوسفات أو غلوكوز 1-فُسفات (بالإنجليزية: Glucose 1-phosphate)‏ والذي يُسمى أيضاً إستر كوري، هوَ جُزيء جلوكوز مُرتبط مع مجموعة فوسفات على ذرة الكربون الأولى، ومن المُمكن أن يتواجد على شَكل أنومير ألفا أو بيتا.

## التفاعلات

### ألفا غلوكوز 1-فوسفات

#### الابتنائية
يَدخل الغلوكوز 1-فوسفات في تفاعل تكون الغليكوجين، حيثُ يرتبط جزيء الغلوكوز 1-فوسفات الحُر مع ثلاثي فوسفات اليوريدين لتكوين غلوكوز ثنائي فوسفات اليوريدين، ويتم هذا التفاعل بوجود إنزيم ناقلة اليوريديليل ثنائي فوسفات اليوريدين غلوكوز 1-فوسفات. يمكنها العودة إلى هيكل الغليكوجين الكبير بواسطة إنزيم مخلقة الغليكوجين.

#### التقويضية
يَدخل الغلوكوز 1-فوسفات في تفاعل تحلل الغليكوجين، حيثُ يعتبر الناتج المُباشر للتفاعل الذي يعمل فيه إنزيم فسفوريلاز الغليكوجين على شَق جزيء الغلوكوز من  الغلايكوجين الكَبير.

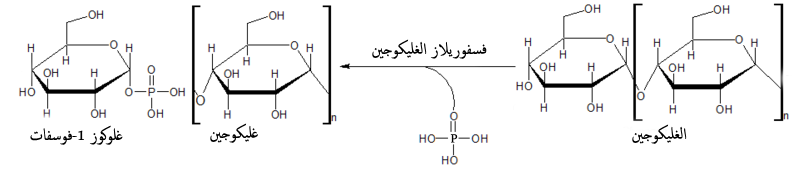
شق فسفوريلاز الغليكوجين لجزيء الغليكوجين

كي يتم استخدام الغلوكوز 1-فوسفات في التقويض الخلوي (الهدم الخَلوي) يَجب تحويله إلى غلوكوز 6-فوسفات عن طريق إنزيم فسفوغلوكوموتاز، ومن أسباب قيام الخلايا بتكوين غلوكوز 1-فوسفات بدلاً من الغلوكوز خلال عملية هدم الغليكوجين هو أنَّ الغلوكوز المفسفر عالي القُطبية لا يستطيع مغادرة غشاء الخلية وبالتالي يُستخدم في عملية الهدم الخلوي.

### بيتا غلوكوز 1-فوسفات
تم العثور على بيتا غلوكوز 1-فوسفات في بعض الميكروبات. يتم إنتاجه بواسطة قَلب ألفا جلوكان فسفوريلاز والذي يتضمن مالتوز فسفوريلاز وَكوجيبيوسي فسفوريلاز وَطرهالوز فسفوريلاز ومن ثُم يتم تحويله إلى غلوكوز 6-فوسفات بواسطة بيتا-فسفوغلوكوموتاز.